# Francesco Fontana (scienziato)
Francesco Fontana (Napoli, 1585 circa – Napoli, luglio 1656) è stato un astronomo e avvocato italiano.

## Biografia
Si sa poco della sua vita: laureato in legge presso l'università di Napoli, nel primo decennio del XVII secolo, passò presto allo studio delle scienze matematiche per seguire una precoce inclinazione (gli è attribuita la frase: "Ci sono più cose giuste in cielo che in una sentenza sulla terra").
Fontana acquistò popolarità come costruttore di cannocchiali kepleriani (a oculare convesso) che, sebbene capovolgessero l'immagine, risultavano più potenti di quelli galileiani (a oculare concavo).
Con i suoi telescopi il gesuita Giovan Battista Zupi osservò nel 1630, per la prima volta, le bande orizzontali dell'atmosfera di Giove e nel 1639 le fasi di Mercurio, ulteriore prova, insieme alle fasi di Venere osservate da Galileo nel 1610, che la teoria eliocentrica di Copernico fosse corretta.
Fontana tracciò, nel 1636, il primo disegno di Marte e ne colse la rotazione. Nel 1644 disegnò una carta della Luna. Si attribuì la scoperta del cannocchiale e del microscopio e pubblicò nel febbraio 1646 le Novae Coelestium Terrestriumque Rerum Observationes, un volume dove presentò tutte le sue osservazioni della Luna fatte dal 1629 fino al 1645, delle fasce scorte sul disco di Giove, delle strane apparenze di Saturno nonché delle stelle della Via Lattea.
Nel 1645 affermò di aver osservato un satellite di Venere (Paul Stroobant dimostrò nel 1887 che osservazioni del tutto simili non erano relative a un presunto satellite di Venere).
Nel luglio 1656 morì di peste a Napoli insieme a tutta la numerosa famiglia.

## Riconoscimenti

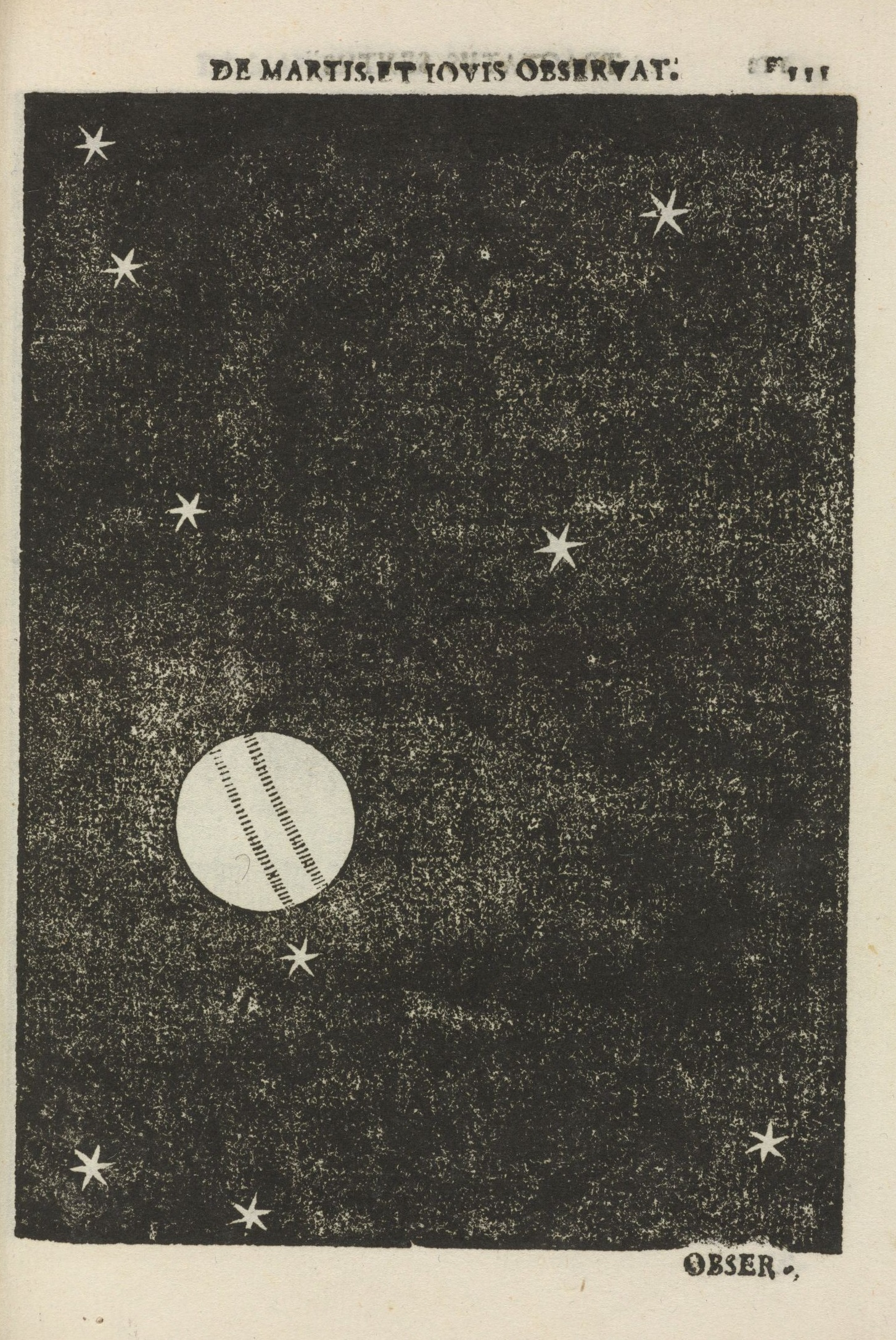
Novae coelestium terrestriumque, 1646

A Francesco Fontana sono stati intitolati due crateri:
- il cratere Fontana sulla Luna
- il cratere Fontana di 80 km di diametro su Marte[1]

## Opere principali
- (LA) Francesco Fontana, Novae coelestium terrestriumque rerum observationes, et fortasse hactenus non vulgatae, Neapoli, apud Gaffarum, 1646. URL consultato il 17 dicembre 2019.